# National Museum of the American Indian
El National Museum of the American Indian és un museu dels Estats Units dedicat a la cultura dels pobles indígenes d'Amèrica. Forma part del grup de museus i centres de recerca del Smithsonian Institution.
El museu té tres instal·lacions. El National Museum of the American Indian al National Mall a Washington, D.C., obert el 21 de setembre de 2004, a Fourth Street i Independence Avenue, Southwest. El George Gustav Heye Center, un museu permanent, es troba a l'Alexander Hamilton U.S. Custom House a la ciutat de Nova York. El Cultural Resources Center, un centre de recerca i col·leccions, es troba a Suitland, Maryland. Els fonaments de les col·leccions actuals es van reunir per primera vegada a l'antic Museum of the American Indian a la ciutat de Nova York, que es va establir el 1916 i que va passar a formar part del Smithsonian el 1989.

## Història

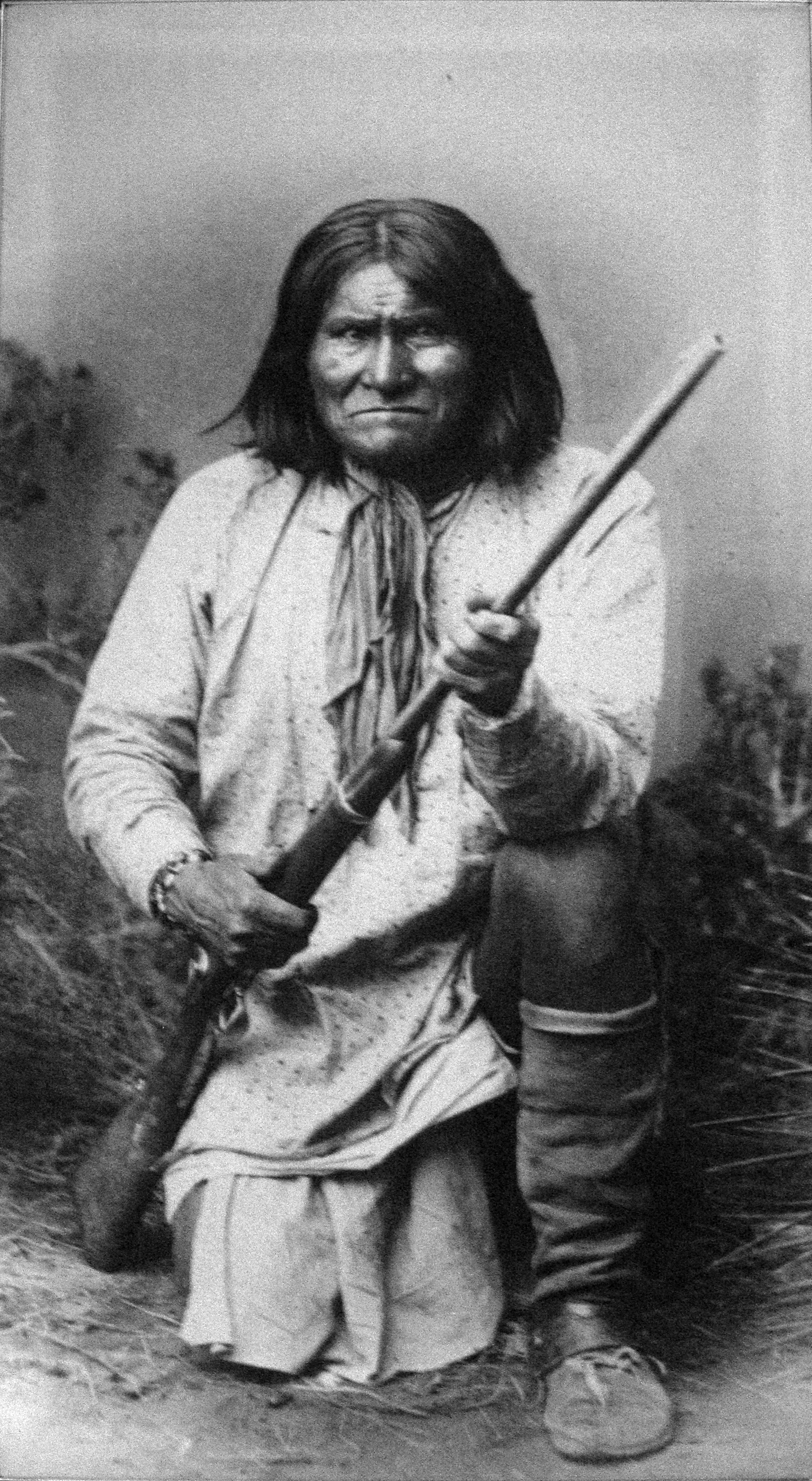
Foto de Gerónimo (Goyaałé‚ "qui badalla") del 1890 a les col·leccions del Museu

Després de la controvèrsia sobre el descobriment per líders dels amerindis que la Smithsonian Institution tenia més de 12.000-18.000 restes indis, la majoria emmagatzemats, el Senador dels Estats Units Daniel Inouye va introduir el 1989, la National Museum of the American Indian Act. Aprovada com a llei públics 101-185, va establir el National Museum of the American Indian com "un memorial viu dels nadius americans i les seves tradicions". La llei també exigia que es considerés la repatriació a les comunitats tribals de restes humanes, objectes funeraris, objectes sagrats i objectes de patrimoni cultural, així com objectes adquirits il·legalment. Des del 1989, el Smithsonian ha repatriat més de 5.000 restes individuals, aproximadament 1/3 del total estimat de restes humanes de la seva col·lecció.
El 21 de setembre de 2004, per a la inauguració del museu, el senador Inouye es va dirigir a una audiència de prop de 20.000 amerindis, natius d'Alaska i nadius hawaians, que va ser la reunió més gran de Washington DC de pobles indígenes al seu temps.
La creació del museu va reunir les col·leccions del George Gustav Heye Center a Nova York, fundat el 1922, i de la Smithsonian Institution. La col·lecció Heye va passar a formar part del Smithsonian el juny de 1990 i representa aproximadament el 85% de les participacions de la NMAI. La col·lecció Heye es mostrava anteriorment a l'Audubon Terrace al centre de Manhattan, però feia temps que buscava un nou edifici.
El Museu de l'Indi Americà va considerar opcions de fusionar-se amb el Museu d'Història Natural, acceptant una gran donació de Ross Perot per allotjar-la en un nou edifici del museu que es construiria a Dallas o traslladar-se a l'U.S. Customs House. El Heye Trust va incloure una restricció que obligava a mostrar la col·lecció a la ciutat de Nova York, i traslladar la col·lecció a un museu fora de Nova York va despertar una oposició substancial dels polítics novaiorquesos. L'arranjament actual representava un compromís polític entre aquells que desitjaven mantenir la col·lecció Heye a Nova York i aquells que volien que formés part del nou NMAI a Washington, DC. El NMAI es va allotjar inicialment a la part baixa de Manhattan a l'Alexander Hamilton U.S Custom House, que es va reformar amb aquest propòsit i que continua sent un recinte firal; el seu edifici al centre comercial de Washington DC, es va inaugurar el 21 de setembre de 2004.

## Ubicacions
El Museu té tres branques: National Museum of the American Indian al National Mall (Washington DC), George Gustav Heye Center a la ciutat de Nova York, i el Cultural Resources Center a Maryland.

### National Mall (Washington D.C.)

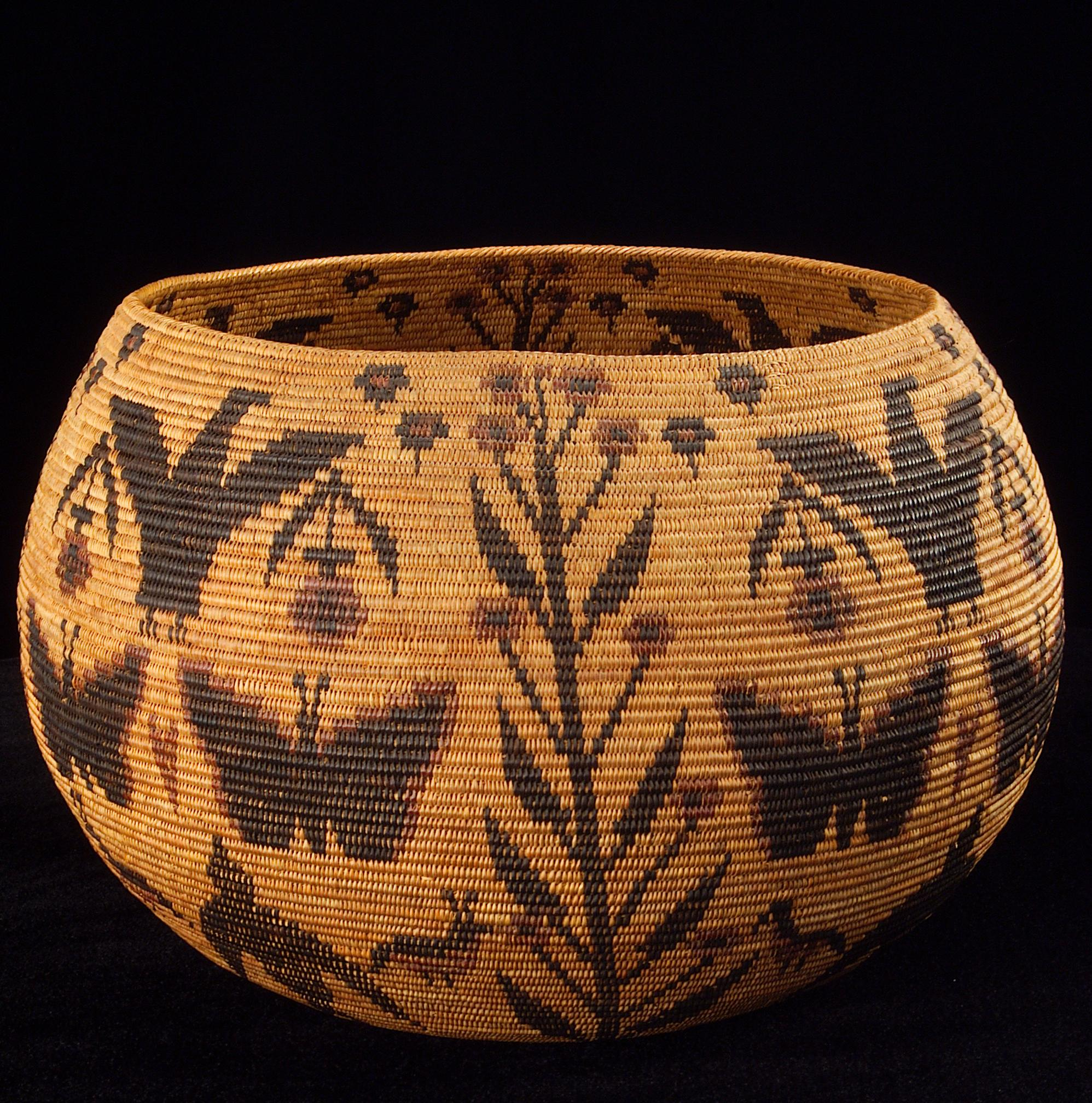
Cistella teixida per l'artista miwok-kucadikadi Lucy Telles

La cerimònia de creació del National Museum of the Indian al National Mall es va celebrar el 28 de setembre de 1999. El museu va obrir el 21 de setembre de 2004.
Quinze anys enrere, va ser el primer museu nacional del país dedicat exclusivament als nadius americans. L'edifici curvilini, de cinc pisos, 23.000 metres quadrats, està revestit d'una pedra calcària Kasota de color daurat dissenyada per evocar formacions rocoses naturals modelades pel vent i l'aigua al llarg de milers d’anys.
El museu es troba en un lloc de 17.000 metres quadrats i està envoltat de zones humides simulades. L'entrada orientada a l'est del museu, la seva finestra de prisma i el seu espai alt de 37 metres per a representacions contemporànies dels nadius són el resultat directe de consultes extenses amb els pobles nadius. Similar al George Gustav Heye Center del Baix Manhattan, el museu ofereix una sèrie d’exposicions, projeccions de pel·lícules i vídeos, programes de grups escolars, programes públics i presentacions de cultura viva durant tot l’any.
L'arquitecte i dissenyador de projectes del museu és canadenc Douglas Cardinal (blackfoot); els seus arquitectes de disseny són els arquitectes de Robert Geddes de Philadelphia i l'arquitecte Johnpaul Jones (cherokee/choctaw). Els desacords durant la construcció van fer que Cardinal fos retirat del projecte, però l'edifici conserva la seva intenció de disseny original. Va proporcionar aportacions continuades durant la construcció del museu. L'empresa d'enginyeria estructural escollida per a aquest projecte va ser Severud Associates.

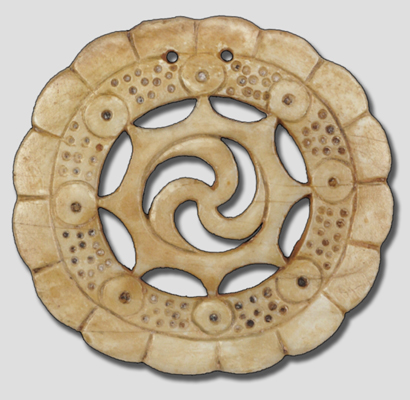
Gorjal de petxina del Castalian Springs Mound Site, fet pel 1200-1325

Els arquitectes del projecte del museu són Jones & Jones Architects i Landscape Architects Ltd. de Seattle i SmithGroup de Washington, DC, en associació amb Lou Weller (caddo), la Native American Design Collaborative i Polshek Partnership Architects de Nova York; Ramona Sakiestewa (hopi) i Donna House (navajo/oneida) també van ser consultores de disseny. Els arquitectes paisatgistes són Jones & Jones Architects i Landscape Architects Ltd. de Seattle i EDAW, Inc. d'Alexandria (Virgínia).
En general, els nadius americans han ocupat els rols de lideratge en el disseny i funcionament del museu i s'han orientat a crear una atmosfera i experiència diferents des dels museus de la cultura europea i euroamericana. Donna E. House, la botànica navajo i oneida que va supervisar el paisatgisme, va dir: "El paisatge flueix a l'edifici i l'entorn és qui som. Som els arbres, som les roques, som l'aigua. I això havia de formar part del museu." Aquest tema de flux orgànic es reflecteix a l'interior del museu, les parets del qual són majoritàriament superfícies corbes, gairebé sense cantonades esmolades.
El cafè Mitsitam Native Foods té cinc estacions que serveixen aliments regionals diferents: boscos del nord, Amèrica del Sud, la costa nord-oest, Mesoamèrica i les Grans Planes. El museu ha publicat un Mitisam Cafe Cookbook.

### George Gustav Heye Center (ciutat de Nova York)

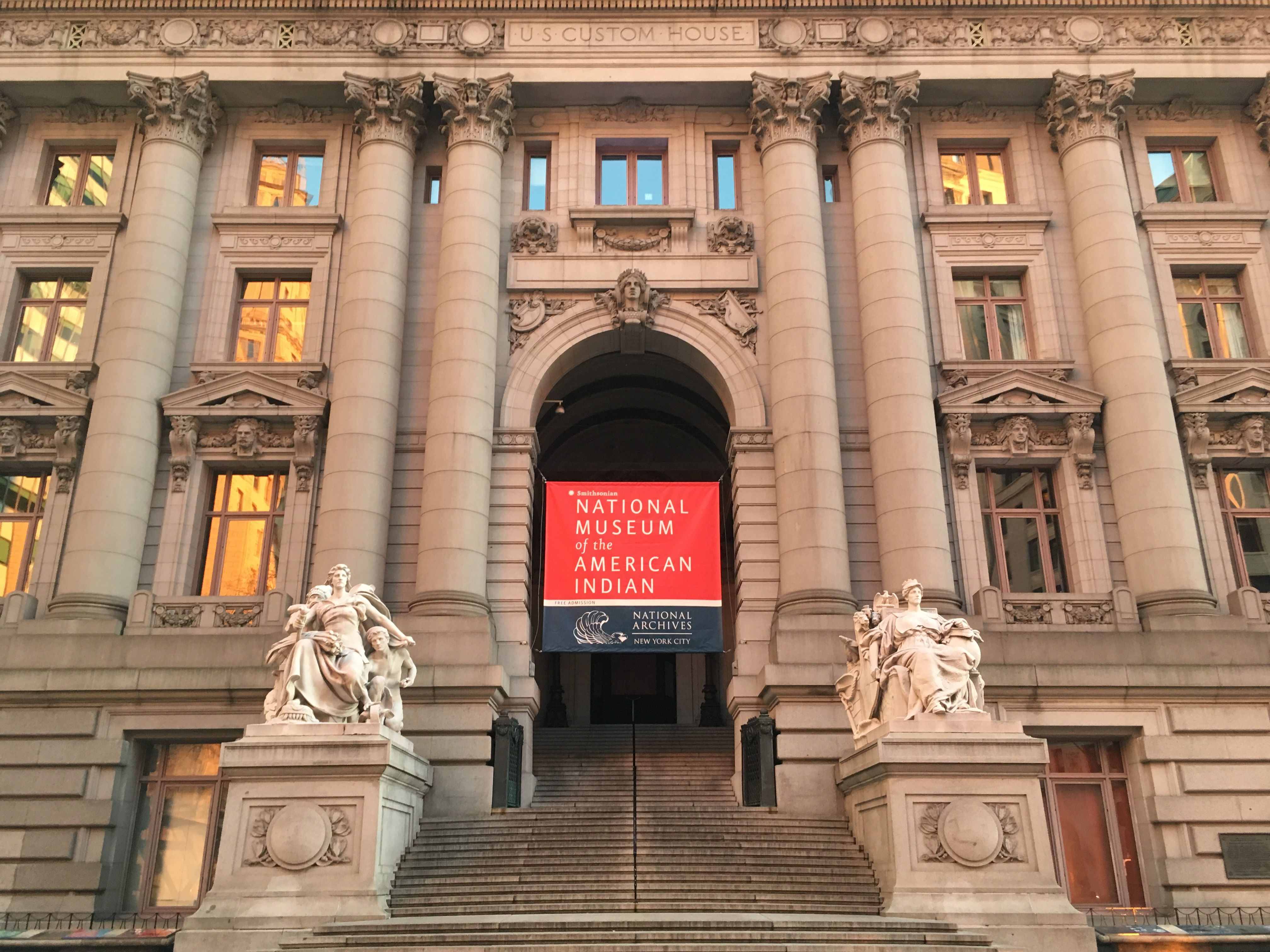
L'Alexander Hamilton U.S. Custom House, seu del George Gustav Heye Center

George Gustav Heye (1874–1957) va viatjar per Amèrica del Nord i del Sud col·leccionant objectes nadius. La seva col·lecció es va reunir al llarg de 54 anys, començant el 1903. Va fundar el Museum of the American Indian i la seva Fundació Heye el 1916. El Museum of the American Indian de la Fundació Heye es va obrir al públic a Audubon Terrace a la ciutat de Nova York el 1922.
El museu d'Audubon Terrace va tancar el 1994 i part de la col·lecció es troba ara al museu George Gustav Heye Center, que ocupa dues plantes de l'Alexander Hamilton U.S. Custom House a Lower Manhattan. L'edifici d’estil Beaux Arts, dissenyat per l’arquitecte Cass Gilbert, es va acabar el 1907. Es tracta d'un National Historic Landmark designat i de la ciutat de Nova York. Les zones d’exposició i d’accés públic del centre sumen aproximadament 2.000 metres quadrats. El Centre Heye ofereix una sèrie d’exposicions, projeccions de pel·lícules i vídeos, programes de grups escolars i presentacions de cultura viva durant tot l'any.

### Cultural Resources Center (Maryland)
A Suitland (Maryland) el National Museum of the American Indian opera el Cultural Resources Center, un enorme edifici amb forma de nautilus que alberga la col·lecció, una biblioteca i els arxius fotogràfics. El Cultural Resources Center es va obrir el 2003.

## Col·lecció

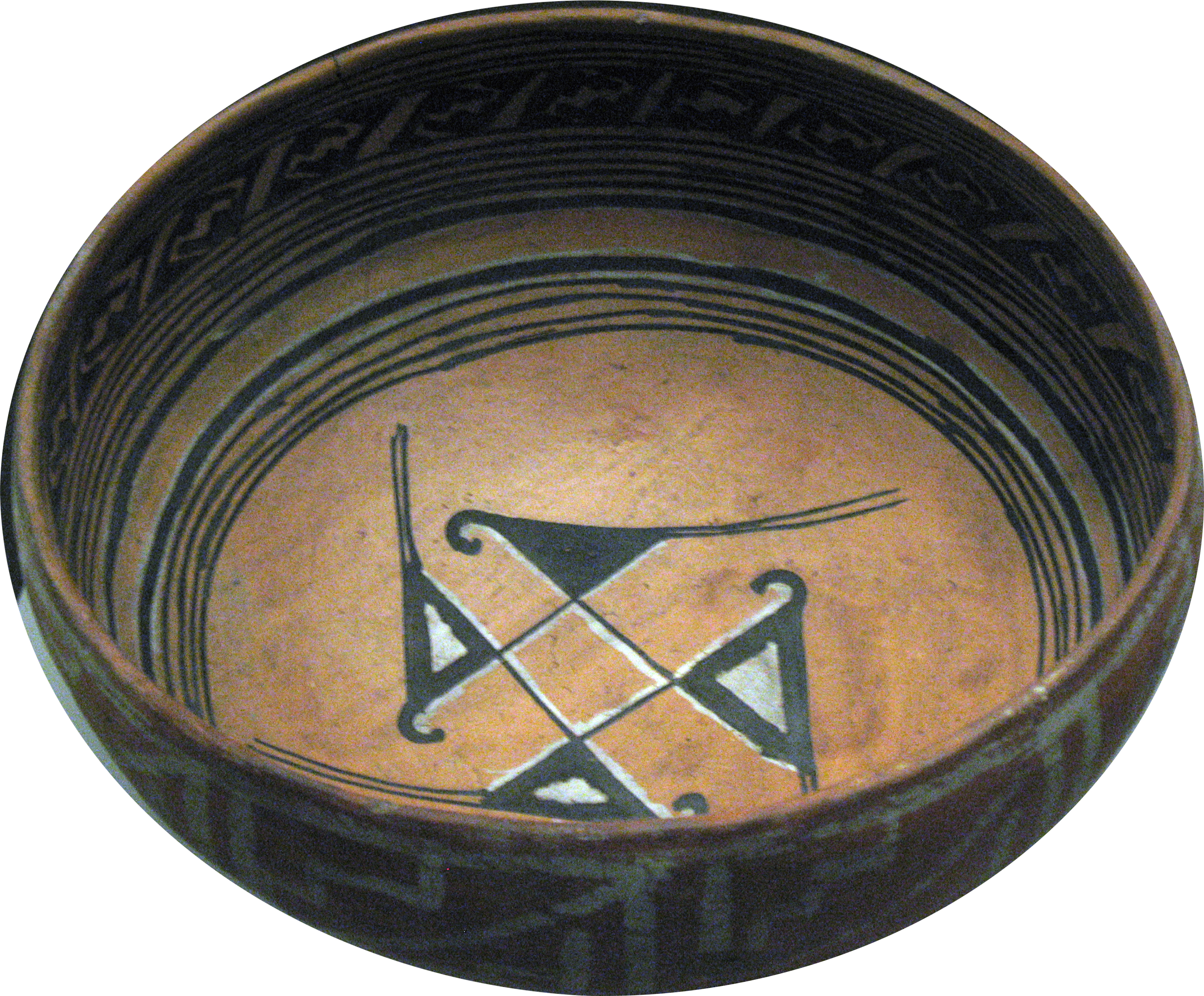
Bol ancestral hopi, 1300, Homolovi, Arizona

El National Museum of the American Indian scull la col·lecció de l’antic Museu de l’Indi Americà, la Fundació Heye. La col·lecció inclou més de 800.000 objectes, així com un arxiu fotogràfic de 125.000 imatges. Es divideix en les següents àrees: Amazònia; Andes; Àrtic/Subàrtic; Califòrnia / Gran conca; Art Contemporani; Mesoamericana/Carib; Costa nord-oest; Patagònia; Planures/Altiplà; Boscos.

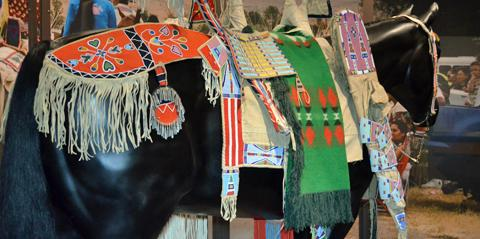
Representació dels guarnició de cavall crow, ca. Anys 1880 amb bressol de taula exposat al NMAI

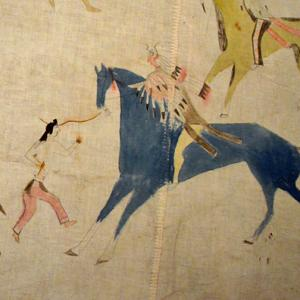
Escenes de batalla i incursió a cavall decoren una mussolina d'un tipi lakota de finals del o principis del XX

La col·lecció, que va passar a formar part de l'Smithsonian el juny de 1990, va ser reunida per George Gustav Heye (1874–1957) durant un període de 54 anys, que va començar el 1903. Va viatjar per Amèrica del Nord i del Sud col·leccionant objectes nadius. El Museu de l'Indi Americà de la Fundació Heye es va obrir al públic a la ciutat de Nova York el 1922.
La col·lecció no està subjecta a la Native American Graves Protection and Repatriation Act. Quan es va crear el Museu Nacional el 1989, es va redactar específicament la llei de repatriació per al museu, la National Museum of the American Indian Act, sobre la qual es va modelar la NAGPRA. A més de la repatriació, el museu dialoga amb comunitats tribals sobre la conservació adequada dels elements del patrimoni cultural. Per exemple, la volta de les restes humanes es perfuma una vegada a la setmana amb tabac, sàlvia, herba dolça i cedre, i els objectes sagrats crow a la volta de les Planes són perfumats de sàlvia durant la lluna plena. Si es desconeix la tradició cultural adequada que cura un objecte, el personal natiu utilitza els seus propis coneixements i costums culturals per tractar els materials el més respectuosament possible.
El museu té programes en què els erudits i artistes nadius americans poden veure les col·leccions de NMAI per millorar la seva pròpia investigació i obres d'art.

### Nation to Nation:Treaties
El 2014 NMAI va obrir una nova exposició  Nation to Nation: Treaties , comissariada per l'activista de drets de l'Índia Suzan Shown Harjo. L'exposició es basa en el tractat de Two Row Wampum, conegut tant per la tradició oral índia com per un document escrit que alguns creuen que és una falsificació modern. La curadora del museu Diana Muir Appelbaum ha dit, "No hi ha cap evidència que hi hagués un tractat de 1613" i descriu el NMAI com "un museu que ven contes de fades".

## Recepció
El National Museum of the American Indian ha estat ocasionalment criticat per la percepció de desconnexió de les seves exposicions. Dues ressenyes del Washington Post sobre el museu eren hostils a la representació dels indis americans. Dos escriptors, Fisher i Richard, van expressar "irritació i frustració per la dissonància cognitiva que van experimentar una vegada dins del museu". Fisher Fisher esperava les mostres que representaven el xoc entre colons estrangers i els nadius. L'exposició no tenia rastre de l'evolució dels indis a partir de segles de vida en aquesta terra i donava poca informació sobre la història de la seva supervivència. Conclou: "El museu se sent com una fira en què cada grup d'indis aconsegueix espai per vendre el seu mite fundacional i les seves anècdotes preferides de supervivència. Cada habitació és un estand de venda propi, separat, fora de context, reunit en un museu que s'afegeix a la balcanització d'una societat que sembla cada vegada més avergonyida de la unitat i el propòsit que la sustenta durant dos segles". Richards, que també tenia una avaluació similar de la NMAI, comença les seves crítiques observant que trobava les exposicions confuses i per a ell, les exposicions eren plenes amb una barreja de "tòtems i samarretes, tocats i màscares, joguines i cistelles teixides, punts per projectils i sabates de gimnàs". Segons ell, els ítems van ser presentats en una barreja que mostrava la història en una manifestació incoherent.
Jacki Thompson Rand, una historiadora choctaw que va formar part del consell assessor fins al 1994, va titular les seves reflexions Why I Can't Visit the National Museum of the American Indian: "L'absència de coneixement dels nadius i la conseqüent incapacitat per dur a terme la traducció requerida va soscavar les exposicions ... L'art i la cultura material van ser els mitjans preferits per transferir el coneixement sobre els nadius d'Amèrica a un públic inconscient. llavors i ara, o fins i tot de la base de la sobirania tribal."
Edward Rothstein va descriure el NMAI com un "museu de la identitat" que "que rebutja l'erudició occidental i explica la seva pròpia història, portant una tribu a descriure solemnement la seva primera fita històrica:" Els ocells ensenyen a la gent a demanar pluja"; de manera similar, Diana Muir acusa els comissaris d'anar "amb privilegi i confiança a un lloc on es privilegia la narrativa personal subjectiva per damunt de les proves factuals, i la creació deliberada de mites d'una reactivació nacional activa supera l'erudició."
El museu va tenir 2,4 milions de visitants l'any que va obrir. El 2014 va fer una mitjana d'1,4 milions de visitants; Peggy McGlone del Washington Post  va escriure en aquell moment que era "més conegut per la seva cafeteria", i el va descriure com a "notablement buit" de visitants, atribuint-ho a mostres que se senten "desconnectades i incompletes".

## Directors
Kathy Hopinkah Hannan, CPA PhD, actualment exerceix de presidenta del Patronat del National Museum of the American Indian de la Smithsonian Institution.
Kevin Gover va ser el director del NMAI de la Smithsonian Institution a partir de desembre de 2007 fins al gener de 2021. Actualment és el subsecretari de Museus i Cultura del Smithsonian. És antic professor de dret al Sandra Day O'Connor College of Law de la Universitat Estatal d'Arizona a Tempe, professor afiliat del seu programa d'estudis sobre els indis americans i co-director executiu de l'American Indian Policy Institute de la universitat. Gover, de 52 anys, va créixer a Oklahoma i és membre de la Nació Pawnee d'Oklahoma i d'origen comanxe. Es va llicenciar en assumptes públics i internacionals a la Universitat de Princeton i va obtenir el títol de J.D. a la Facultat de Dret de la Universitat de Nou Mèxic. El 2001 va rebre el títol de doctor honoris causa en dret per la Universitat de Princeton.
Gover va succeir W. Richard West Jr. (xeienne del sud), que va ser el director fundador del National Museum of the American Indian (1990–2007).
West va ser fortament criticat el 2007 per haver gastat 250.000 dòlars en viatges en quatre anys i haver estat fora del museu sovint en viatges a l'estranger. Es tracta de viatges oficials finançats per l'Smithsonian, i molts membres de la comunitat dels nadius americans van defensar West i el seu mandat.

## Revista American Indian
El museu publica una revista trimestral, anomenada American Indian, que se centra en una àmplia gamma de temes relacionats amb els nadius americans. Va guanyar els premis d’excel·lència general de l’Associació de Periodistes Natius Americans el 2002 i el 2003. La missió de la revista és: "Celebrar tradicions i comunitats nadiues".

## Memorial nacional dels veterans nadius americans

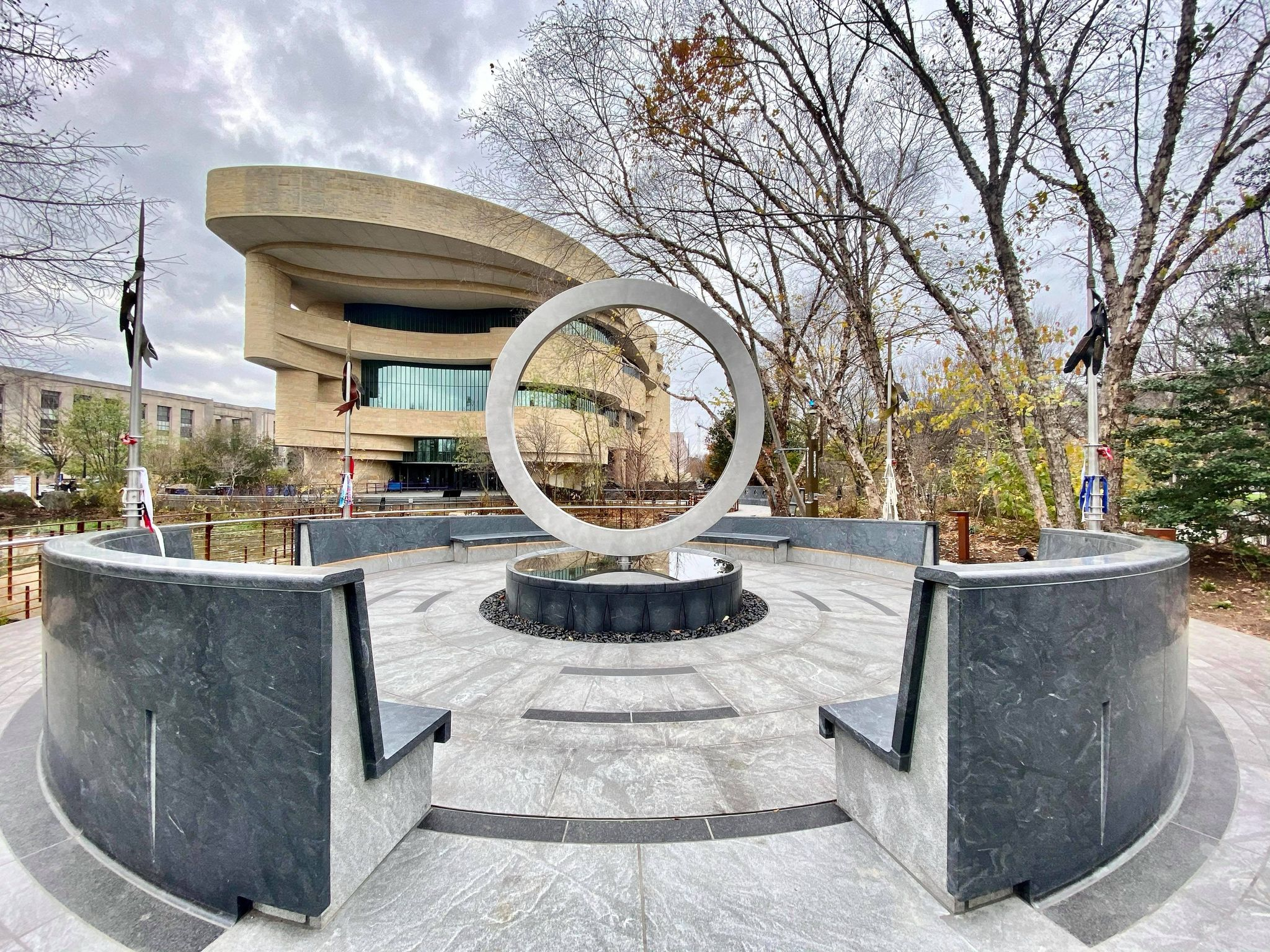
Memorial nacional dels veterans nadius americans

El Memorial Nacional dels veterans nadius americans homenatja als veterans indis americans, nadius d'Alaska i nadius hawaians que han servit a les Forces Armades dels Estats Units durant tots els conflictes americans des de la Revolució Americana. Va ser autoritzat originalment pel Congrés el 1994 amb esmenes el 2013.
El memorial nacional es va donar a conèixer amb un esdeveniment virtual el Dia dels Veterans de 2020, amb una cerimònia de dedicació posposada indefinidament a causa de la pandèmia de COVID-19 als Estats Units. Comprèn un cercle vertical d'acer situat sobre un tambor de pedra, envoltat de bancs i gravats del logotip de les branques militars. Hi ha quatre llances d'acer inoxidable incorporat al voltant dels bancs on veterans, membres de la família, líders tribals i altres visitants poden vestir-se per pregar i curar-se.
El memorial fou dissenyat per l'artista xeienne i arapaho Harvey Pratt i titulat Warriors’ Circle of Honor. Els jurats van seleccionar el concepte de disseny d'entre més de 120 candidats.